# ميخائيل بيرلنغيم
ميخائيل بيرلنغيم (بالإنجليزية: Michael Burlingame)‏ هو مؤرخ أمريكي، ولد في 13 سبتمبر 1941 في واشنطن العاصمة في الولايات المتحدة.